# Опсада Гондишапура
Опсада Гондишапура одиграла се 642. То је био последњи већи град у Хузестану који је пао u руке Арапа. Према речима Ел Табарија и Ел Баладурија, арапски војсковођа Абу Муса Ашари напредовао је до Гондишапура и опсео га. Одбрана града је била слаба и након неколико дана град се предао и отворивши своје капије. Абу Муса тада је склопио мир са градом у замену за данак, што је град и прихватио. Међутим, неки становници града одбили су да живе под влашћу Рашидунског калифата и побегли су у Калбанију. Абу Муса је затим отишао у град и врлолако га заузео. Након тога заузео је још неколико мањих градова, чиме је завршио са освајањем Хузестана.